# Südtiroler Sagen
Es gibt zahlreiche Südtiroler Sagen, von denen einige über Südtirol hinaus bekannt sind.
Die ersten davon wurden schon im 17. Jahrhundert aufgezeichnet, die Blütezeit der Sammlung liegt im 19. Jahrhundert.
Eine bedeutende Untergruppe der Südtiroler Sagen bilden die „Dolomitensagen“, die erheblichen Einfluss auf die ladinische Literatur ausübten.

## Sagen
Zu den bekannteren Sagen gehören:
- Die bleichen Berge
- Die Nixe vom Karersee
- Der grüne Spiegel (siehe unten)
- Die Schlernhexen
- König Laurins Rosengarten

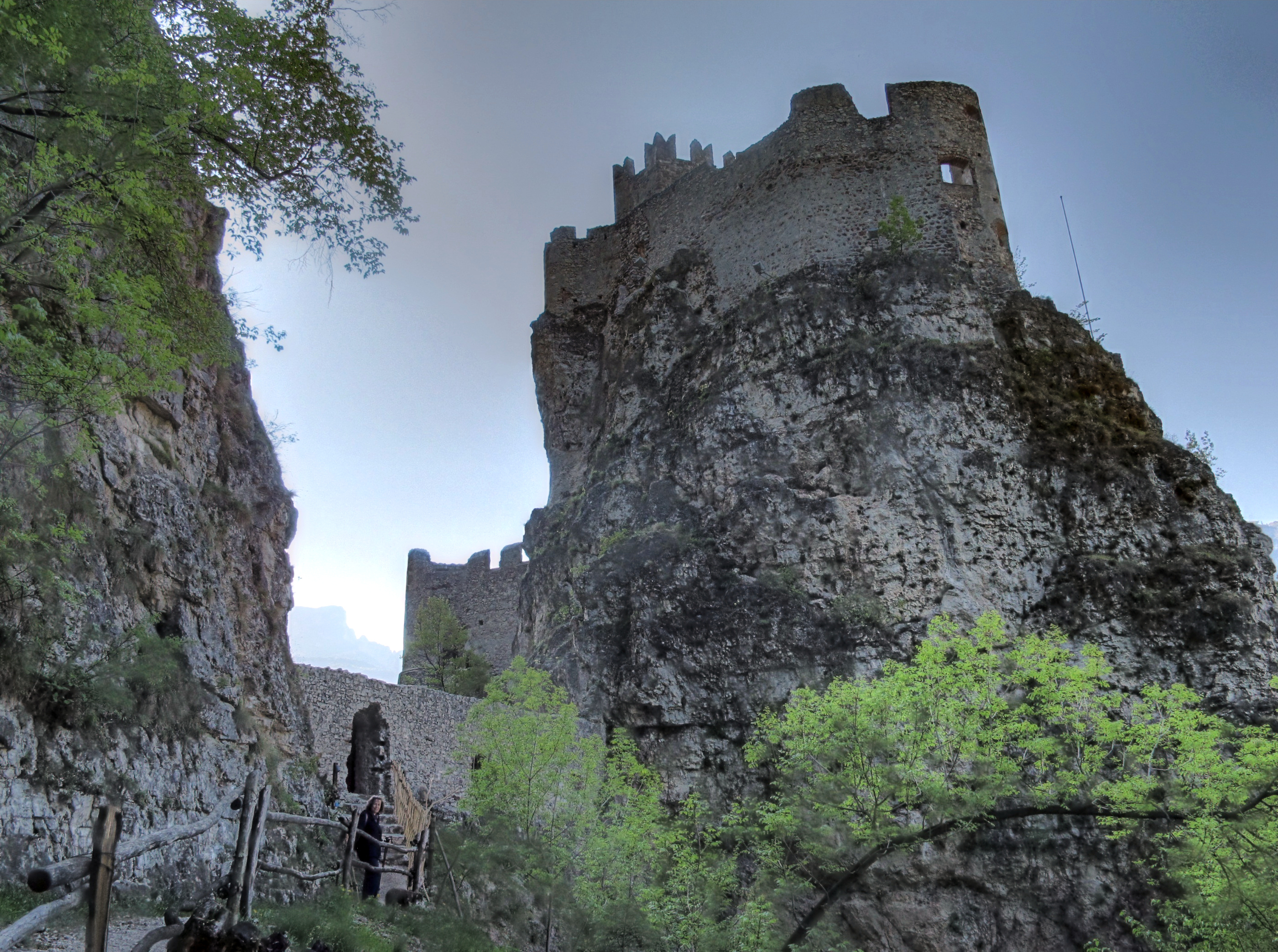
Die Haderburg bei Salurn

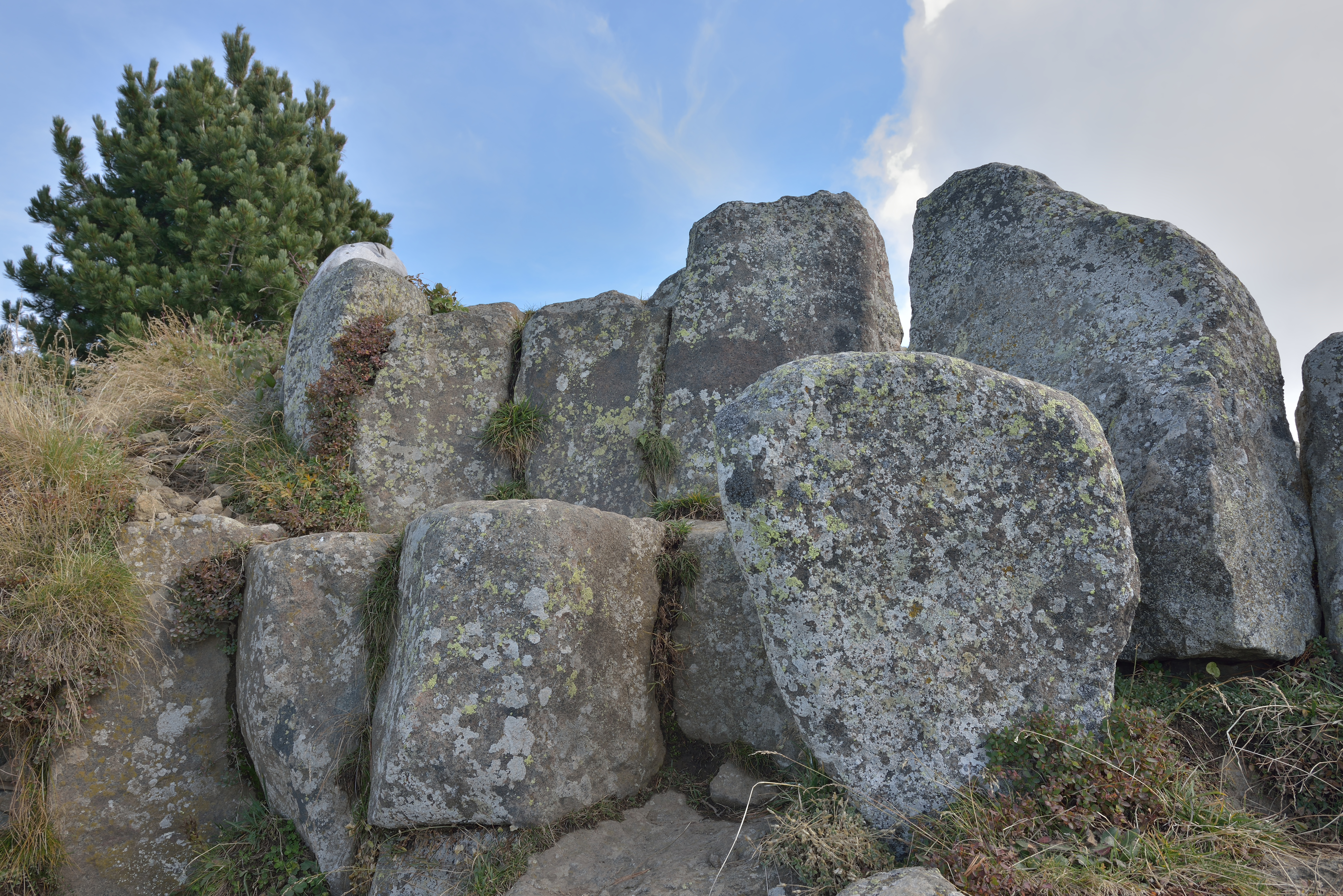
Die „Hexenbänke“ auf Puflatsch (Seiser Alm)

- Das Schloss am Abgrund (siehe unten)
- Das Kind im Schatten (siehe unten)
- Das Reich der Fanes
- Das Pfeifer-Huisele
- Der Lauterfresser
- Die Entstehung des Marmolata-Gletschers
- Der Ennebergisch-ampezzanische Grenzstreit
- Der alte Weinkeller bei Salurn (siehe Artikel zur Haderburg)

## Sammlungen

### Karl Felix Wolff
Die klassische Sagensammlung stammt von Karl Felix Wolff, dessen „Dolomitensagen“ hohe Verbreitung fanden. Die erste Ausgabe stammt aus dem Jahr 1911. Allerdings stünde seine Sammlung „in der Tradition der spätromantischen Grimm-Schule, d.h., dass die ursprünglichen Erzählkerne nach fremdgesteuerten Mustern überarbeitet worden sind“ – so die heutige Wissenschaft (vgl. Ulrike Kindl, Nachwort zu „Märchen aus den Dolomiten“). Wolff bemühte sich, die unterschiedlichen Sagenteile, wie er sie in den verschiedenen Gebieten vorfand, insbesondere beim Reich der Fanes, zu einheitlichen, in sich möglichst widerspruchsfreien Erzählungen zusammenzufassen. Doch damit veränderte er die vorgefundenen Sagen, die sich zum Teil unabhängig voneinander auseinanderentwickelt hatten und somit nur noch mit „dichterischer Freiheit“ wieder zu einer Erzählung zusammengefügt werden konnten.

### Ulrike Kindl
Im Unterschied zu Wolff sind die „Märchen aus den Dolomiten“ von Ulrike Kindl stärker an heutigen wissenschaftlichen Erkenntnissen ausgerichtet: „Sie brach das Gehäuse ideologischer Zuschreibungen auf zugunsten eines offenen Horizonts, der die lange währende Reduktion der ladinischen Sagenwelt zur mythischen Vorstufe germanischer Kultur beendete.“

### Willi Mai
Unter makabren Umständen entstand die Sammlung von Willi Mai (1911–1945) im Jahr 1940/41, also mitten im Zweiten Weltkrieg. Die Initiative erfolgte im Auftrag der „Forschungsgemeinschaft Deutsches Ahnenerbe e. V.“ der SS. Diese SS-Organisation wollte, bevor die Südtiroler umgesiedelt werden sollten (Option in Südtirol), nochmals das Volksgut sichern und im völkischen Sinne funktionalisieren. Mai zog mit einem Tonbandgerät von Hof zu Hof und von Dorf zu Dorf, um Sagen, Schwänke, Schnurren und Witze (teilweise schon zeitgenössischer Art) in der örtlichen Mundart und unmittelbar, also praktisch nicht verändert, von örtlichen Erzählern und Erzählerinnen aufzunehmen. Hier liegt also eine einzigartige und besondere Sammlung vor. Mai selbst starb 1945 als Soldat der Waffen-SS in Székesfehérvár (Stuhlweißenburg) in Ungarn.
Die Sammlung Mais ist erst vor wenigen Jahren von Leander Petzoldt veröffentlicht worden. Ein erster Band umfasst die Gebiete Wipptal, Pustertal und Gadertal (bis Enneberg). Ein zweiter Band hat Bozen, Vinschgau und Etschtal zum Inhalt.

### Südtiroler Sagen in anderen Sammlungen
Südtiroler Sagen sind auch in anderen Werken aufgenommen worden. Nennenswert ist zum Beispiel die Sammlung der Brüder Grimm Deutsche Sagen, in der die Sage Der alte Weinkeller bei Salurn, der sich angeblich in der Haderburg (siehe Abschnitt zur Sage) oberhalb von Salurn befinden soll, enthalten ist.

## Einige Sagen

### Das Schloss am Abgrund (Gröden)
Im Grödner Tal gab es hoch am Berg einen alten Handelsweg, den „Heidenweg“ (lad. troi payan). Dieser Weg wurde von einer Burg beherrscht. Der Schlossherr presste den Händlern für die Durchreise hohe Abgaben ab oder warf sie in das Burgverlies, bis für sie Lösegeld bezahlt wurde. Alle Versuche, diese Burg zu erobern, scheiterten. Es ging das Gerücht um, dass es beim Bau der Burg nicht mit rechten Dingen zugegangen sein konnte, weil die Burg ausgesetzt und so uneinnehmbar auf einem Felsvorsprung über dem Abgrund „Pinkan“ lag. Auch Wind und Wetter und Erdrutsche konnten der Burg seltsamerweise nichts anhaben.
Auf der Burg lebte auch Gardis, die Enkelin des Schlossherren, um deren Gesundheit der Schlossherr immer sehr besorgt war. Gardis machte nach und nach eine Reihe von merkwürdigen Beobachtungen. Immer in Vollmondnächten zog unten vom Grundstein her ein Wort durch die Burg bis in die obersten Zinnen. Anschließend erklang ebenfalls vom Grundstein her ein furchtbares Seufzen und gleichzeitig ein vielstimmiges Geschrei, als ob Menschen versuchten, dieses schreckliche Seufzen zu übertönen. So entdeckte Gardis, dass ihr Vater unten im Verlies über dem Grundstein Menschen gefangen hielt. Beim Versuch, diese Männer zu befreien, stürzt sie selbst ins Verlies. Dort erklären ihr die Gefangenen das schreckliche Burggeheimnis. Die Worte der Vollmondnächte ergeben hintereinandergestellt einen Spruch: „Unter dem Grundstein dieses Schlosses ist eine Jungfrau eingemauert, und wenn in dem Schlosse wieder einmal eine Jungfrau stirbt, so muss das ganze Schloss zusammenstürzen!“
Gardis’ Großvater bekommt seine Enkelin wieder aus dem Verlies, aber um den Preis, dass er die Gefangenen zuerst nach oben ziehen muss. Beim anschließenden Handgemenge werfen die befreiten Gefangenen den Schlossherren selbst ins Verlies. Auch Gardis, die ihrem Großvater helfen will, stürzt wieder in das Verlies und erleidet dabei schwere innere Verletzungen. Die befreiten Gefangenen ziehen wieder beide aus dem Verlies, da der Großvater unten im Verlies damit droht, seine Enkelin Gardis, eine Jungfrau, zu töten, und die befreiten Männer wissen ja um das Burggeheimnis.
Nicht nur die befreiten Gefangenen, auch alle Knappen und Bediensteten fliehen jetzt rasch von der Burg, die junge Enkelin ist ja tödlich verletzt. Doch trotzig hält der Burgherr bei seiner Enkelin, die im Sterben liegt, aus. Um Mitternacht bei Vollmond – es ist gerade das letzte Wort des Spruches „Zusammenstürzen“ an der Reihe – stirbt Gardis, und die ganze Burg mit Burgherr und Enkelin stürzt für immer in den Abgrund „Pinkan“.
Nachtrag: Sagen haben oft einen wahren historischen Hintergrund. Die Burg Stetteneck lag zwar in dem angegebenen Gebiet, aber viel tiefer als der troi payan.
Noch ein Nachtrag: Die Vorstellung, bei der Errichtung von Bauwerken werden Menschen mit eingemauert, scheint sogar heute noch erhalten zu sein. So gibt es als moderne Sage etwa in Essen bezüglich der Autobahnbrücke über die Ruhr die Vorstellung, Menschen wären in die Pfeiler mit einbetoniert worden.

### Der grüne Spiegel (Gadertal und Fanes)

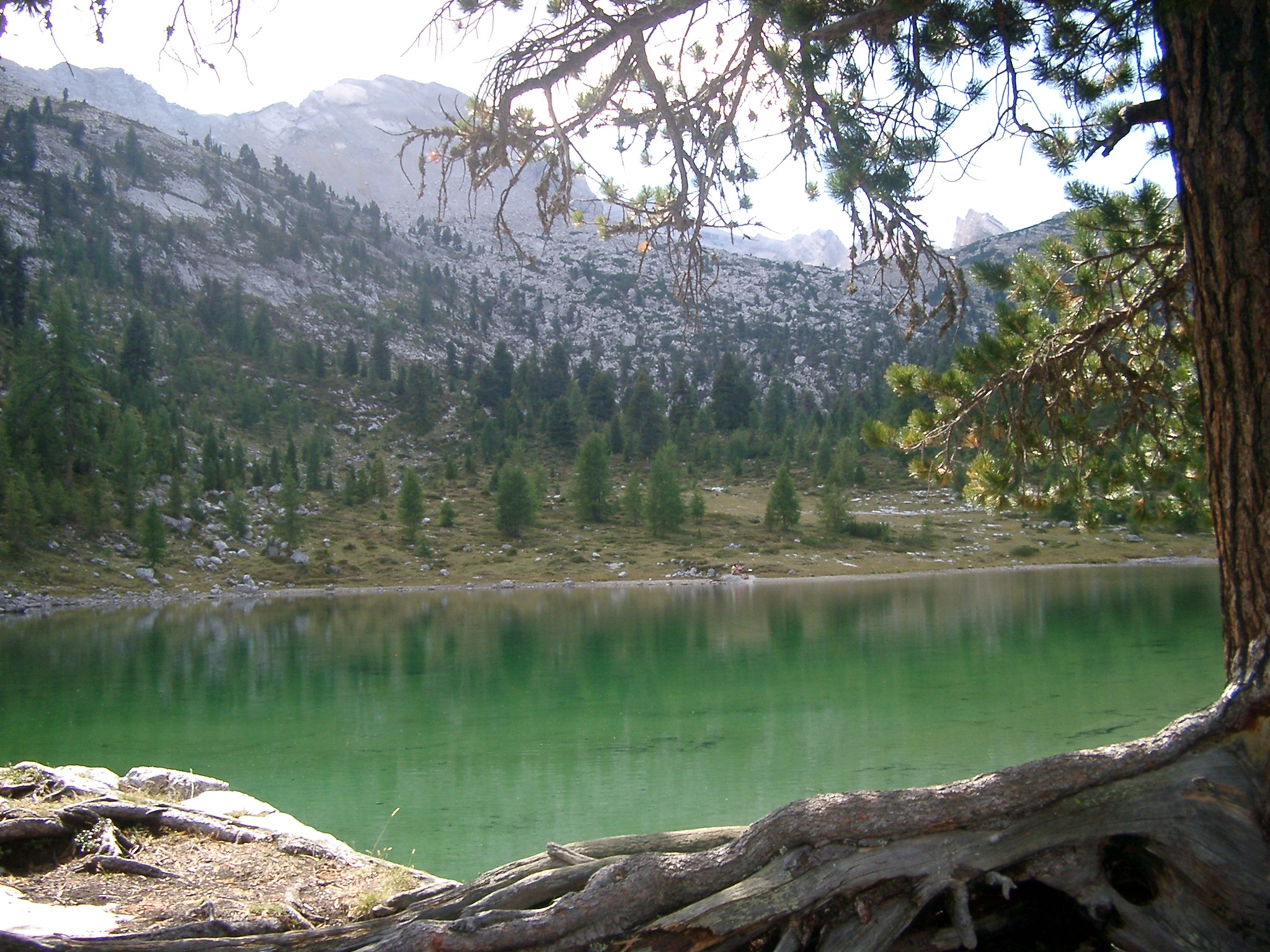
Der grüne See auf der Fanes, grün vom grünen Spiegel

Ein Zauberer macht einer Burgherrin einen Heiratsantrag. Doch diese weist ihn ab und heiratet einen anderen. Unter den Hochzeitsgästen ist auch der Zauberer, welcher der jungen Braut einen Zauberspiegel schenkt, mit dessen Hilfe die Gedanken anderer Menschen gelesen werden können. Die Frau benutzt den Spiegel dazu, die Gedanken ihres Mannes zu lesen, um zu prüfen, ob er ihr treu ist. Jahrelang kann sie nichts verdächtiges bemerken, doch schließlich muss sie erkennen, dass die Liebe ihres Mannes zu erlöschen droht. Verzweifelt und wütend verlässt sie ihren Mann, der sich daraufhin in sein Schwert stürzt. Die Frau möchte den Spiegel jetzt loswerden und wirft ihn in einen See auf der Fanes, der daraufhin sich bis auf den heutigen Tag grün verfärbt – der grüne See auf der Fanes. (Es liegt hier also eine ätiologische Sage zur Erklärung der Farbe des grünen Sees vor.)
Der Zauberer bedrängt jetzt erneut die Burgherrin. Mühsam kann diese ein Geschäft aushandeln. Der Zauberer sperrt sie in ein Schloss, das von einem Drachen bewacht wird, der auch einen wertvollen Edelstein bewacht. Sollte es innerhalb einer bestimmten Frist ein edler Held schaffen, sie von diesem Drachen zu befreien, dann wäre die Burgherrin frei. Andernfalls wäre sie verpflichtet, den Zauberer zu heiraten.
Ein Salvan hat nun beobachtet, wie die Burgherrin den Spiegel in den See auf der Fanes warf, und holt ihn wieder heraus. Er schenkt ihn einem anderen Fräulein aus dem Gadertal, das mit Hilfe des Spiegels einen Mann findet, von dem sie weiß, dass er sie wirklich liebt. Trotzdem verlangt sie von ihm eine gefährliche Aufgabe. Er soll einen Edelstein besorgen. Es stellt sich heraus, dass dies genau der Edelstein ist, der von dem Drachen unter dem Schloss der Burgherrin bewacht wird. Zu spät wird das edle Fräulein von Reue ergriffen. Als sie ihren Mann noch von dem Abenteuer abhalten will, hat dieser den Drachen schon getötet, ist aber selbst tödlich verletzt. Die Burgherrin ist zwar frei, doch das edle Fräulein kann seinen Mann nur noch tot in die Arme nehmen. So hat der Zauberspiegel abermals seiner Besitzerin Unglück gebracht.

### Das Kind im Schatten (Pustertal)
Die Freifrau von Schöneck im Pustertal gebiert einen Sohn. Sie kann nicht verhindern, dass während ihrer unruhigen Träume neben dem Kind eine Trude in Vogelsgestalt durch das offene Fenster in die Stube fliegt und ihrem Sohn ein „Teggen“, ein Zeichen, eine Art Muttermal oder Leberfleck verpasst. Der Sohn ist damit behext, er ist ein „Trudenlecke“. Vielleicht deshalb entwickelt sich Scharhart, so wird er von seiner Mutter benannt, zu einem etwas ruppigen, gewalttätigen Menschen. Vielleicht aber auch deshalb, weil ihm ein männlicher Erzieher fehlt, denn sein Vater war schon vor seiner Geburt in einem Krieg gestorben.
Scharhart wird nachts immer wieder von unruhigen Träumen heimgesucht, er glaubt beinahe zu ersticken. Wenn er schweißgebadet aufwacht, sieht er noch einen hellen Schimmer, der dann aus dem Zimmer zieht durch einen Lichtschlitz am Fenster. Scharhart sucht bei einer alten Frau um Rat. Diese erklärt ihm, dass dies vielen Menschen passierte, dass sie nachts von Truden heimgesucht würden, die sich ihnen auf die Brust legen, so dass sie kaum mehr atmen könnten. Das hätten eben Truden so an sich. Verwunderlich sei allerdings, dass Scharhart die Trude als Lichtschimmer sehen könnte, normalerweise seien sie unsichtbar. Hätte er denn Beziehungen zur Schattenwelt? Scharhart erklärt, dass er ein „Trudenlecke“ sei.
Die Alte erklärt ihm, dass er als Trudenlecke die Möglichkeit hätte, eine Trude gefangen zu nehmen, die ihm dann gehorchen müsste. Die Truden gelangten durch einen Lichtschlitz in der Abenddämmerung in das Zimmer und auf diesem Lichtschlitz in der Morgendämmerung auch wieder hinaus. Gelänge es jedoch, den Lichtschlitz zu verschließen, sei die Trude gefangen. Als Scharhart eines Nachts wieder von einer Trude heimgesucht wird, die ihn bedrückt, und er ihren Schimmer im Zimmer sieht, verschiebt er rasch das „Schieberle“ am Fenster, der Lichtschlitz ist geschlossen und am nächsten Tag findet er im Schatten des Zimmers die gefangene Trude im Zimmer. Sie sieht aus wie ein kleines unscheinbares schwächliches Mädchen, wie ein „G'schuichl“, wie Scharhart zunächst enttäuscht feststellen muss, doch sie hat übermenschliche Kräfte. Als Gefangene muss sie alle Befehle Scharharts ausführen.
Scharhart hat jetzt nur noch Erfolg. Droht ihm beispielsweise bei der Jagd ein Wild zu entrinnen, ruft er einfach die Trude an und schon fällt der Eber oder der Hirsch tot zu Boden. Aber einmal entkommt ihm doch ein Hirsch. Die Trude klärt den erbosten Scharhart auf: gegen weibliche Wesen sei sie machtlos, der „Hirsch“ war eine Hirschkuh. Auch bei den ritterlichen Zweikämpfen ist Scharhart sehr erfolgreich. Mancher Gegner erweist sich zwar zunächst als stärker, doch dann kommt dieser plötzlich im Turnier gegen Scharhart zu Tode. Das Gerücht, Scharhart könnte ein Hexer sein, macht langsam die Runde.
Schließlich lernt Scharhart eine junge Frau kennen, die er zur Frau begehrt: Marhild von Haydeshausen. Doch diese will von ihm nichts wissen, zudem ist sie schon verlobt. Da Scharhart aufdringlich bleibt, kommt es zum Zweikampf zwischen Marhilds Vater und ihm. Der Vater bleibt tot auf dem Kampfplatz zurück. Dasselbe passiert dem Bräutigam und schließlich dem Bruder. Viele in der Region glauben jetzt, dass Scharhart ein Hexer sei. Sie wollen seine Burg „Schöneck“ stürmen. Andere Edelleute sprechen sich für einen gerichtlichen Zweikampf aus. Scharhart und seine Freunde können das nicht verhindern.
Als dies Scharhart seiner gefangenen Trude erzählt, ist diese sehr erschrocken. Irgendwie hat sie in all der Zeit ihren ruppigen Herren doch insgeheim liebgewonnen. Vergebens hat sie ihn immer wieder gewarnt und ihn zur Zurückhaltung aufgefordert, Scharhart hatte nie hören wollen. Jetzt kann sie ihm nicht mehr helfen, schließlich ist Marhild als Frau ein weibliches Wesen. Für immer verlässt die Trude jetzt Scharhart.
Der gerichtliche Zweikampf, eigentlich ein Brauch, der längst nicht mehr ausgeübt wird, soll unter der Aufsicht zweier Skárjer (Richter, vgl. „Scherge“) stattfinden. Scharhart muss in eine Grube steigen, die ihm bis zu den Schultern reicht. Sein rechter Arm wird ihm auf den Rücken gebunden. Mit dem linken Arm darf er sich mit einem kurzen Stab verteidigen. Marhild erhält einen Sack, in dem ein schwerer Stein ist. Damit schlägt sie auf den Ritter in der Grube ein. Der Kampf beginnt mit Sonnenaufgang. Kann sich Scharhart bis zum Sonnenuntergang halten, hat er den Kampf gewonnen.
Um Mittag ist Kampfespause. Die Freunde und Verwandten beraten ihre Schützlinge. Marhilds Verwandte raten ihr, so auf Scharhart einzuschlagen, dass dieser der Sonne das Gesicht zukehren müsse. So könnte er sie nicht mehr gegen das Licht genau sehen und ihre Schläge frühzeitig abwehren. Doch auch nachmittags kann sich Scharhart gut halten. Die Sonne sinkt immer tiefer. Ein Freund ruft ihm zu, dass er es bald geschafft habe. Da kann Scharhart der Versuchung nicht widerstehen, sich kurz umzudrehen, wie tief denn die Sonne schon gesunken sei. Marhild reißt noch einmal alle ihre Kräfte zusammen und schlägt mit dem schweren Sack zu. Sie trifft genau auf den Kopf. Der Ritter bricht tot zusammen.
Noch lange liegt das Tal in der Sonne, doch die Grube mit dem toten Ritter liegt schon längst im tiefen Schatten.